# Велика народна скупштина у Топчидеру
Двадесет деветог маја 1868. y Кошутњаку код Топчидера убијен је кнез Михаило. Како је по његовој смрти питање наслеђа престола остало нерешено, јер кнез није имао деце, образовано је Привремено намесништво кнежевског достојанства које је издало проглас на народ да је преузело власт и одредило да ce, према уставној одредби, кроз месец дана састане Велика народна скупштина ради избора кнеза. Привремени намесници кнежевског достојанства били су Јован Мариновић, председник Државног савета, Рајко Лешјанин, министар правде и чувар државног печата и Ђорђе Петровић, председник Касационог суда.
Привремено намесништво одредило је да се Велика народна скупштина одржи 20. јуна, у Топчидеру. Избори су извршени на основу постојећег закона о народној скупштини, само је четири пута повећан број посланика, тако да је изабрано 504 народна посланика. Међутим, већ пре састанка Велике народне скупштине питање наслеђа престола било је формално решено: министар војни Блазнавац, ослањајући се на војну силу и примивши заклетву целе војске за наследника престола означио је кнежевића Милана, унука господара Јеврема Обреновића и синовца кнеза Михаила, коме је тада било 14 година и који се налазио на васпитању y Паризу. Примивши тај (свршени чин, Привремено намесништво и влада телеграфисали су министру иностраних дела Јовану Ристићу који се по једној мисији налазио у иностранству да отпутује у Париз и доведе младог кнежевића Милана y Београд. Јован Ристић извршио је ту наредбу па је 11. јуна 1868. малолетни кнез Милан био већ у Београду. Велика народна скупштина, после тога, није ни имала могућности да се бави избором кнеза, ради чега је била сазвана, него да само потврди тај чин као „вољу целокупног народа српског", што је и учинила.
Скупштина се заказаног дана састала у Топчидеру, на простору код кнежевог дворца. Према постојећем закону, Велика народна скупштина консгитуисала се сама, па је скупштина тако и учинила. За председника био је изабран Живко Карабиберовић, за потпредседника Тодор Туцаковић, a за секретаре Живко Недић и Димитрије Главинић, сва четворица народни посланици. Огромна већина посланика припадала је још неорганизованој либералној странци која ће ce, после ове скупштине, јавити као главни политички чинилац, док је консервативаца било мало и само по изузетку.
После конституисања скупштина је саслушала беседу Привременог намесништва па је одмах приступила избору кнеза. Једногласно је био изабран за кнеза Милан Обреновић. Но како је нови кнез био малолетан, требало је да се изабере и постави Намесништво које ће вршити кнежевску власт до кнежева пунолетства. Мада није била сазвана и ради тога посла, скупштина га је извршила па су за намеснике изабрани Миливој П. Блазнавац, Јован Ристић и Јован Гавриловић. Документа о избору кнеза и Намесништва потписали су сви чланови Велике народне скупштине, сви чланови Државног савета и сви чланови Владе. Писмом Државног савета, као највеће власти у земљи, новоизабрани намесници позвани су још истог дана „да изволе примити упражњавање књажевске власти“. Истога дана, примивши дужност, Намесништво је издало своју прокламацију упућену на народ. Намесништво наглашава да ће се трудити да ради договорно између владе и народа.
Свршивши тај посао, Велика народна скупштина имала је да се разиђе: посао ради кога је сазвана био је готов. Али је скупштина продужила рад, предлагањем „жеља и изјава" што је спадало у дужност и права обичних скупштина. Стање у земљи она је узела у опсежнији претрес a после тога је донела један акт, упућен Намесништву и влади, којим је y 17 тачака набрајано све оно што би било потребно извршити. „Посланици народни из свију крајева земље", каже се у томе акту — „не могоше се растати a да не изјаве заједнички Влади књажевској мисли и осећања, која обузимају сав Народ српски услед крвничког убиства незаборављеног Кнеза Михаила, као и опште неке назоре своје у смотрењу управе земљом..." У неколико првих тачака Велика народна скупштина тражи од владе построжење мера према виновницима догађаја, па после тога истиче:
- да се што пре сазове редовна Народна скупштина, према потребама времена и жељи народа;
- да се изда закон о слободи штампе, такође према околностима и потреби времена;
- да се заведе установа пороте при суђењу;
- да се изда закон о одговорности министара;
- да сав Српски народ очекује и жели, да Намесништво сложно и једнодушно упражњава кнежевску власт, коју му је народ по закону поверио.

Рад Велике народне скупштине у Топчидеру трајао је само три дана. Дана 24. јуна она се разишла са уверењем да је успела да покрене уставно питање a да и код Намесништва постоји жеља и намера да се устав из 1838, „Турски устав", промени и замени бољим и савременијим.